# Сдача (единоборства)

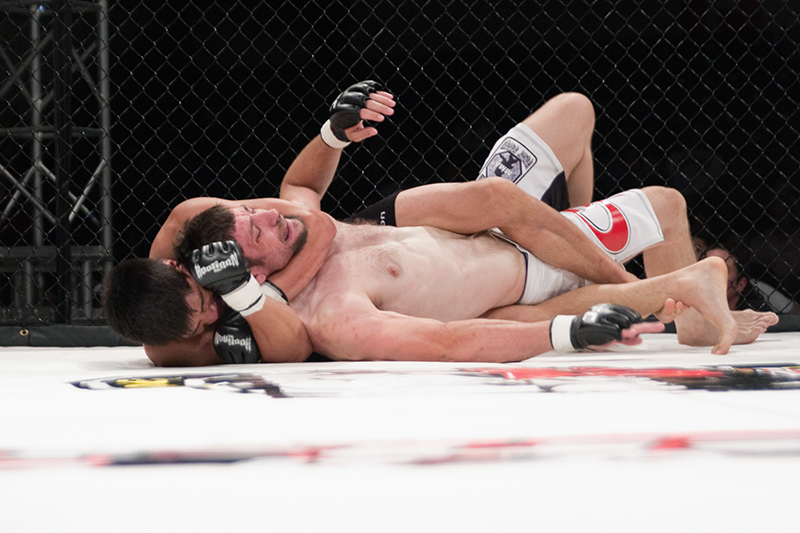
Сдача в ММА. Попавшийся в удушающий приём боец похлопывает ладонью по канвасу

Сда́ча (англ. submission) — возможный исход поединка в спортивных единоборствах, когда в результате успешно проведённого приёма один из соперников сдаётся, признаёт своё поражение.
Обычно проигрывающий боец сигнализирует о сдаче частым похлопыванием открытой ладонью или пальцами по полу или по сопернику. Иногда, если обе руки бойца заняты, возможна вербальная сдача (любой выкрик попавшегося в приём бойца рефери воспринимает как желание сдаться и сразу же останавливает бой). В некоторых видах единоборств, где у спортсменов в углах есть секунданты, секундант может сигнализировать о сдаче путём выбрасывания полотенца. Окончание поединков сдачей особенно распространено в борцовских единоборствах с разрешёнными болевыми и удушающими приёмами, в таких как дзюдо, самбо, ММА, грэпплинг, бразильское джиу-джитсу, вале-тудо и др.
Частным случаем сдачи является так называемая техническая сдача (англ. technical submission), происходящая в том случае, если явно проигрывающий боец в силу тех или иных обстоятельств не может сдаться самостоятельно — тогда рефери (или присутствующий на турнире врач) принимает это решение за него. Например, когда бойцу рычагом локтя ломают руку и он впадает в состояние болевого шока, либо когда удушаемый боец теряет сознание из-за асфиксии — в таких случаях может быть зафиксирована техническая сдача, хотя в некоторых видах единоборств в зависимости от регламента такой исход может также трактоваться и как технический нокаут.

## Особенности сабмишена
Для успешного приема важно надежно ухватиться за определенную точку. И это не всегда часть тела: в джиу-джитсу, например, применяются удушающие приемы с захватом за униформу.
Основные элементы успешного приема в единоборствах:
- Надежный захват;
- Фиксация тела или ноги соперника, чтобы он не смог освободиться;
- Растяжение захваченной части в противоположном направлении, чтобы усилить боль или вызвать удушье.

Особенность приема заключается в множестве техник, с помощью которых можно победить. К ним относятся зажимы, скручивания, ухваты, рычаги, узлы и удушающие приемы. Каждый из этих методов доказал свою эффективность на многих соревнованиях по ММА, и выбор конкретной техники зависит от ситуации.
Приемы также удобны тем, что их можно применять как на земле, так и в ближнем бою. Приемы в ближнем бою могут быть сложнее из-за проблем с растяжением рук или шеи соперника, но в некоторых ситуациях они более эффективны.